# Hadar (utgrävningsplats)
Hadar är en arkeologisk utgrävningsplats i Afar-regionen, Etiopien, där man 1974 hittade den tidiga hominid som kom att kallas Lucy.
Den första geologiska inventeringen av Hadarregionen gjordes av Maurice Taieb. Han upptäckte platsen i december 1970 genom att följa en av floden Ledis sidogrenar, som rinner från högländerna norr om staden Bati ned i Awashfloden. Taeib påträffade att antal fossil i området, vilket gjorde att han kom tillbaka med en expedition i maj 1972. I oktober 1973 kom den 16 personer starka International Afar Research Expedition till Hadar och denna stannade i två månader på platsen. Det var denna expedition som påträffade de första fynden av hominidskelett. De geologiska fynden gjorde att man kunde datera den sedimentära berggrunden i området, som man döpte till the Hadar Formation, till mellan 3,5 och 2,3 miljoner år sedan. Det vill säga till epoken Pliocen.
En av medlemmarna i 1973 års expedition till Hadar, arkeologen Donald Johanson, åkte tillbaka till Hadar året efter och han påträffade då det fossil av förmänniskan Australopithecus afarensis som kom att kallas Lucy. Lucy är ett tre miljoner år gammalt fossiliserat skelett av A. afarensis. Trettio år senare hittades ännu ett skelett av A. afarensis i en bergsformation i Hadar, på andra sidan Awashfloden. Skelettet hade tillhört en tre år gammal flicka som kom att döpas till "Selam".